# Marie Yanick Mézil
Marie Yanick Mézil ou Mézile est une femme politique haïtienne. Elle a été membre de l'administration communale de Port-au-Prince, maire de Delmas et ministre à la Condition féminine et aux Droits des femmes. Elle a été vice-présidente du parti Tèt Kale. 